# Elisabeth Sophie von Brandenburg (1589–1629)

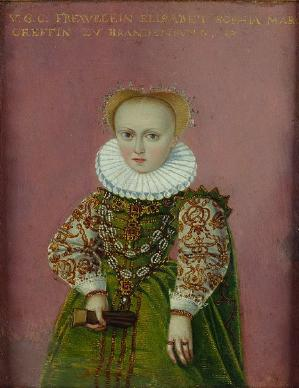
Prinzessin Elisabeth Sophie von Brandenburg (1589–1629)

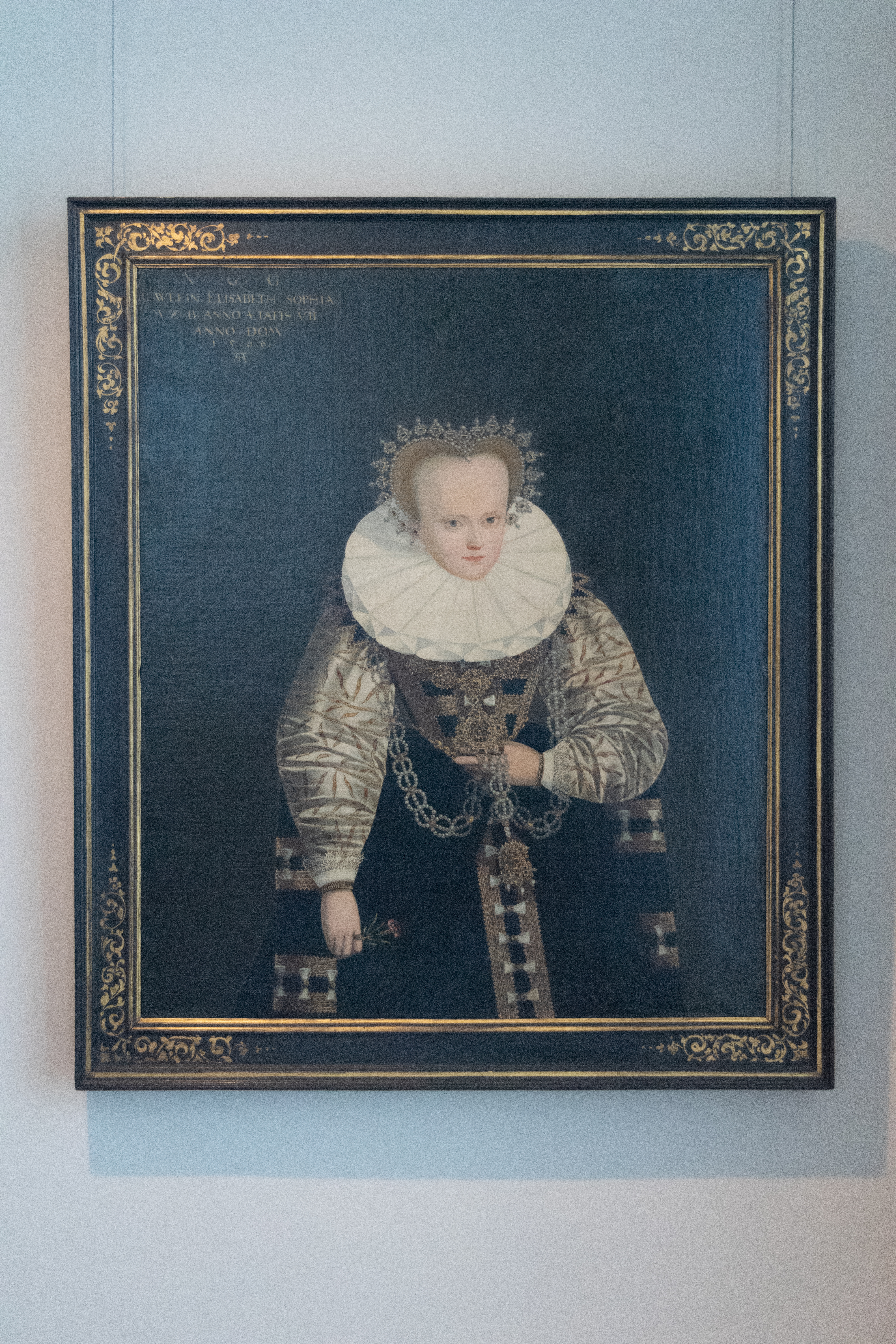
Elisabeth Sofia (Alter 7 Jahre)
Gemälde Andreas Riehl d. J. 1596

Elisabeth Sophie von Brandenburg (* 4. Juli 1589 in Berlin; † 24. Dezember 1629 in Frankfurt an der Oder) war eine Prinzessin von Brandenburg und durch Heirat nacheinander Fürstin von Radziwiłł und Herzogin von Sachsen-Lauenburg.

## Leben
Elisabeth Sophie war eine Tochter des brandenburgischen Kurfürsten Johann Georg (1525–1598) aus dessen dritter Ehe mit Elisabeth (1563–1607), Tochter des Fürsten Joachim Ernst von Anhalt.
Sie heiratete in erster Ehe am 27. März 1613 in Berlin Janusz I. Radziwiłł (1579–1620), Fürst zu Birsen und Dubincky, Kronfeldherr und Oberhauptmann des Großfürstentums Litauen.
Im Jahr 1628 verkaufte Elisabeth Sophie ihr Leibgedinge, die Herrschaft, Stadt und Schloss Lichtenberg im Fürstentum Bayreuth an ihren Bruder Markgraf Christian von Bayreuth. Fürst Janusz hatte die Herrschaft 1617 als Wittum für seine Gemahlin für 100.000 Gulden von der Familie von Waldenfels erworben.
Ihr zweiter Ehemann wurde am 27. Februar 1628 in Theusing Herzog Julius Heinrich von Sachsen-Lauenburg (1586–1665).
Elisabeth Sophie ist in der Frankfurter Marienkirche bestattet.

## Nachkommen
Aus ihrer ersten Ehe hatte Elisabeth Sophie einen Sohn:
- Boguslaw (1620–1669), Fürst Radziwill

⚭ 1665 Prinzessin Anna Maria Radziwill (1640–1667)
Mit ihrem zweiten Ehemann hatte sie ebenfalls einen Sohn:
- Franz Erdmann (1629–1666), Herzog von Sachsen-Lauenburg

⚭ 1653/54 Prinzessin Sibylle Hedwig von Sachsen-Lauenburg (1625–1703)